# A-One (album de Landy)
Pour les articles homonymes, voir A-One.
Albums de Landy
Assa Baing
(2019) Brave
(2023)
A-One est le deuxième album studio de Landy sorti le 18 décembre 2020.

## Liste des pistes
| 1.    | A1                              | DJ Bellek                        | 3:05 |
| 2.    | Filon                           | Lil'Key Da Beat Maker            | 3:02 |
| 3.    | Rentabiliser                    | Exi, Atlas On The Track          | 2:53 |
| 4.    | Médusa                          | DMS, WMK                         | 2:37 |
| 5.    | Enfants terribles (feat. Ninho) | Exi, Atlas On The Track          | 3:01 |
| 6.    | V12                             | Key Brams, The Facette           | 2:57 |
| 7.    | Millions d'euros (feat. Niska)  | Million Man                      | 2:39 |
| 8.    | Derrière moi                    | SLK                              | 2:57 |
| 9.    | Baby ciao                       | AMusicBoy, Binguy, DJ Bellek     | 2:36 |
| 10.   | Ma werss (feat. Soolking)       | Tommy On The Track               | 3:02 |
| 11.   | Demi-frère                      | Seezy                            | 2:57 |
| 12.   | Vaudou                          | Il Pazzo, Titai                  | 3:08 |
| 13.   | Prends ta paye (feat. Koba LaD) | DJ Bellek                        | 2:32 |
| 14.   | Sicario                         | Zeg P                            | 2:58 |
| 15.   | Aucune limite                   | DJ Bellek                        | 3:06 |
| 16.   | Pleins phares                   | Pierre Beats, Atlas On The Track | 2:48 |
| 17.   | Le même                         | AMusicBoy, DJ Bellek             | 3:17 |
| 18.   | Aminata (feat. Victoire)        | Noura On The Track               | 3:16 |
| 52:51 |                                 |                                  |      |

## Clips vidéos
- Aucune limite : 12 juin 2020
- Filon : 25 septembre 2020
- Millions d'euros (feat. Niska) : 25 novembre 2020
- Ma werss (feat. Soolking) : 18 décembre 2020
- Médusa : 22 janvier 2021
- Aminata (feat. Victoire) : 18 juin 2021

## Titres certifiés en France
- Enfants terribles (feat. Ninho)  Platine[2]
- Médusa  Diamant[3]
- Aucune limite  Platine[4]
- Ma werss (feat. Soolking)  Or[5]
- Filon  Or[6]
- Millions d'euros (feat. Niska)  Diamant[7]
- Le même  Or[8]

## Classements et certifications

### Classement par pays
| Classements (2020)           | Meilleure position |
| ---------------------------- | ------------------ |
| Belgique (Flandre Ultratop)  | 68                 |
| Belgique (Wallonie Ultratop) | 56                 |
| France (SNEP)                | 2                  |

### Certifications et ventes
| Région        | Certification | Ventes/Streams |
| ------------- | ------------- | -------------- |
| France (SNEP) | Platine       | 100 000        |